# Klaus Frühauf
Klaus Frühauf (* 12. Oktober 1933 in Halle (Saale); † 11. November 2005 in Rostock) war ein deutscher Autor und einer der wichtigsten Science-Fiction-Autoren in der DDR.

## Leben
Klaus Frühauf wuchs in Halle an der Saale auf und erlernte nach der Oberschule den Beruf eines Maschinenschlossers. Er studierte 1952 bis 1955 Maschinenbau in Chemnitz und erwarb den akademischen Grad eines Diplom-Ingenieurs für Maschinenbau. 1972 zog er nach Rostock, wo er es in seinem Beruf bis zum Chefkonstrukteur brachte.
Neben seinem Beruf war er als Schriftsteller tätig und debütierte 1974 mit seinem ersten Roman. 1980 wurde er dann freier Schriftsteller vorwiegend von Science-Fiction-Romanen und -Erzählungen. Bis zur Wende war er Vorsitzender des Schriftstellerverbandes im Bezirk Rostock. Wegen dieser Funktion und seiner zusätzlichen Zugehörigkeit zur SED-Bezirksleitung Rostock stellte die DDR-Staatssicherheit 1986 den Kontakt zu Frühauf um: Zu dem seit 1979 als Inoffizieller Mitarbeiter Franke erfassten Frühauf sollte nunmehr „weiterhin ein offizieller Kontakt unterhalten“ werden.
Frühauf erhielt mehrere Kulturpreise der Stadt und des Bezirkes Rostock.
In seinen Science-Fiction-Werken übte er zunehmend auch Kritik an gesellschaftlichen Verhältnissen, darunter der DDR, was dazu führte, dass sein Roman Die Stadt der tausend Augen nicht 1988, sondern erst 2000 erscheinen konnte.
Nach der Wende 1990 war Klaus Frühauf neben seiner schriftstellerischen Arbeit als Werbebeauftragter in Wohlfahrtsverbänden sowie journalistisch tätig. Auch hatte er zeitweise das Amt des Bürgermeisters der Gemeinde Ziesendorf in der Nähe von Rostock inne, in deren Ortsteil Buchholz er lebte. Seine letzten Werke erschienen im Rostocker BS-Verlag.
Klaus Frühauf starb am 11. November 2005 nach kurzer schwerer Krankheit in einem Rostocker Hospiz an den Folgen eines Hirntumors.

## Werk
Frühauf setzte sich in seinen SF-Texten immer wieder mit dem Thema der biologischen und genetischen Forschung und ihren möglichen Konsequenzen auseinander. Er debütierte 1974 mit dem Weltraumabenteuer Mutanten auf Andromeda, in dem eine irdische Expedition auf einem fremden Planeten mit zahlreichen verwirrenden und oft auch feindlich eingestellten, seltsam verkrüppelten Lebensformen konfrontiert wird, ehe sich herausstellt, dass man es mit den Überlebenden einer Zivilisation zu tun hat, die wegen des sorglosen Umgangs mit atomarer Energie mutiert und degeneriert sind. In Am Rande wohnen die Wilden drehte Frühauf dann die gewohnte Erzählperspektive um und berichtete über ein ähnliches Zusammentreffen aus Sicht der die Menschheit besuchenden Fremden, die große Mühe haben, die Art Homo sapiens nicht als zurückgebliebene, gefährliche Lebensform anzusehen, denn sie selbst haben alle biologischen Gefahren bis hin zum winzigsten Mikroorganismus ausgemerzt. Nach Art eines Ameisenstaates organisierte insektenähnliche Aliens wiederum besuchen die Menschheit in Stern auf Nullkurs, während in Das verhängnisvolle Experiment bei einer Raumexpedition die genetisch veränderten, hochgezüchteten Supermenschen rebellieren. Das Thema des modifizierten Superhelden greift Frühauf in Genion wieder auf: Ein Mensch-Affe-Hybrid mit phantastischen Fähigkeiten geht an seiner Andersartigkeit zugrunde.
Im Roman Die Stadt der tausend Augen behandelte Frühauf das Thema Überwachungsstaat und Freiheit. Das Manuskript wurde 1988 vom Verlag Neues Leben wegen „offensichtlicher und gefährlicher gesellschaftlicher Nähe“ abgelehnt und erschien erst 2000 im H & F Verlag Scheibenberg in kleiner Auflage (5000).

## Bibliographie
Romane
Seine Romane sind zum Teil als Vorabdrucke in Fortsetzungen in verschiedenen Zeitungen erschienen. Sie firmierten in der DDR unter der Genrebezeichnung „wissenschaftlich-phantastischer Roman“.
- 1974 Mutanten auf Andromeda
- 1976 Am Rande wohnen die Wilden
- 1979 Stern auf Nullkurs
- 1981 Genion
- 1983 Die Bäume von Eden
- 1984 Das verhängnisvolle Experiment
- 1988 Lautlos im Orbit
- 1996 Finale
- 2000 Die Stadt der tausend Augen (1988 bereits fertiggestellt, durfte in der DDR nicht veröffentlicht werden)
- 2003 Aufstand der Sterblichen

Erzählungssammlungen
- 1977 Das Wasser des Mars, 1977
- 1979 Der Flug in die Sonne, (gekürzte Ausgabe von Das Wasser des Mars), 1979
- 1982 Das fremde Hirn, 1982
- 2001 Das Monster von Llahna, 2001

Erzählungen
Frühaufs Erzählungen wurden in mehreren Anthologien (Das Raumschiff (1977), Wege zur Unmöglichkeit (1983), Zeitreisen (1986), Die Zeit-Insel (1991)) und in verschiedenen Periodika und Serien der DDR (Neues Leben, Das neue Abenteuer, Jugend und Technik, Junge Welt und Tribüne) veröffentlicht.
Auswahl:
- 1974 Bei den Koarnalen (Vorabdruck aus Mutanten auf Andromeda)
- 1975 Kurs zur Erde (in der Heftreihe Das neue Abenteuer)
- 1980 Die Erde ist ein fremder Stern
- 1983 Die letzte Wahrheit
- 1986 Die Mütter der Kosmonauten
- 1990 Parade Reposte

Autobiografischer Roman
- Weltenspringer (wurde vom Autor 2005 kurz vor seinem Tod fertiggestellt und ist bisher nicht erschienen)